# 愛媛県生涯学習センター
愛媛県生涯学習センター（えひめけんしょうがいがくしゅうセンター）は、愛媛県松山市にある生涯学習のための施設。

## 概要
2009年4月1日から2014年3月31日まで伊予鉄総合企画株式会社（旧(株) イヨテツケーターサービス）が指定管理を行う。
2014年4月1日からは株式会社レスパスコーポレーションが管理運営を行っている。

## 施設
- パソコン演習室
- 研修室
- ミーティングルーム
- 展示室
- 演劇・音楽レッスン室
- 県民小劇場
- 図書室
- 愛媛人物博物館
  - 第1展示室（学問、教育、政治・行政）
  - 第2展示室（産業、社会）
  - 第3展示室（芸術）
  - 第4展示室（文芸）
  - 第5展示室（芸能、スポーツ）
- アトリウム